# Matt Ioannidis
Matt Ioannidis (11 gennaio 1994) è un giocatore di football americano statunitense che milita nel ruolo di defensive end per i Carolina Panthers della National Football League (NFL).

## Carriera

### Washington Redskins/Football team
Al college, Ioannidis giocò a football alla Temple University. Fu scelto nel corso del quinto giro (152º assoluto) nel Draft NFL 2016 dai Washington Redskins. Debuttò come professionista subentrando nella gara del primo turno contro i New York Giants in cui mise a segno 8 tackle. La sua stagione da rookie si concluse con 10 tackle 8 presenze, nessuna delle quali come titolare.

### Carolina Panthers
Il 18 marzo 2022 Ionannidis firmò con i Carolina Panthers.

## Statistiche
| Partite totali      | 8   |
| Partite da titolare | 0   |
| Tackle totali       | 10  |
| Sack                | 0,0 |
| Intercetti          | 0   |
| Fumble forzati      | 0   |

Statistiche aggiornate alla stagione 2016